# Dejan Kralj
Dejan Kralj, född den 28 juni 1976 i Ljubljana, Slovenien, är en slovensk kanotist.
Han tog VM-brons i K-1 lag i slalom 2005 i Penrith.